# Эспостоя шерстистая
Эспостоя шерстистая (лат. Espostoa lanata) — вид кактусов рода Эспостоя.
Другие названия: «старый перуанец» (англ. old Peruvian man) и «старик-кактус».
Естественный ареал — южный Эквадор и север Перу (западные склоны Анд).
Древовидное растение, достигающее в природе высоты 5 м (в культуре — до 1 м). Ствол — от 5 до 12 см в диаметре, число рёбер — от 20 до 25. С возрастом ствол начинает ветвиться у основания.
Всё растение густо покрыто белым опушением, сквозь которое пробиваются колючки (самые крупные — длиной до 5 см). Ветвление, если и происходит, то на некотором расстоянии от поверхности земли и лишь у достаточно взрослых растений. У экземпляров, достигших высоты примерно в один метр, развивается цефалий, на котором появляются белые цветки, распускающиеся ночью.
Шерстистые волосы кактуса использовались в Перу как наполнитель подушек.

## Таксономия
Espostoa lanata (Kunth) Britton & Rose, Cactaceae, The (Britton & Rose). Descriptions and illustrations of plants of the cactus family 2: 61, fig. 87—91. 1920.

### Синонимы
- Cactus lanatus Kunth, Nov. Gen. Sp. [H.B.K.] 6: 68. 1823.basionym
- Cereus lanatus (Kunth) DC., Prodr. 3: 464. 1828.
- Cleistocactus lanatus (Kunth) F.A.C.Weber, Cleistocactus: 9. 1904.
- Oreocereus lanatus (Kunth) Britton & Rose, Stand. Cycl. Hort. 4: 2404. 1916.